# Martin Archer Shee

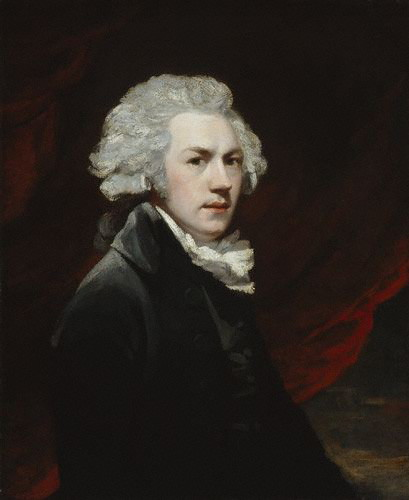
Selbstporträt Martin Archer Shees von 1794

Sir Martin Archer Shee (* 23. Dezember 1769 in Dublin; † 13. August 1850 in Brighton, Sussex) war ein aus Irland stammender Porträtmaler, der von 1830 bis 1850 Präsident der Royal Academy of Arts war.

## Leben
Der aus einer katholischen irischen Familie stammende Shee erhielt seine künstlerische Ausbildung an der Royal Dublin Society. 1789 heiratete er Mary Power aus Youghal. Shee ging nach London, wo er auf Empfehlung Joshua Reynolds an der Royal Academy of Arts weiterstudierte. Er widmete sich der Porträtmalerei, malte aber auch Genrebilder und historische Gemälde. Shee wurde 1798 zum Mitglied der Royal Academy ernannt. Ab 1805 veröffentlichte er auch Gedichte. Obwohl er als Porträtist der höchsten Kreise arbeitete, stand seine Malerei teilweise etwas im Schatten seines Kollegen Thomas Lawrence, dessen Nachfolger als Präsident der Royal Academy of Arts er 1830 wurde. Von 1842 bis 1849 war er zudem erster Präsident der Royal Birmingham Society of Artists. 1845 erkrankte er und hielt sich seitdem zumeist in Brighton auf. Als sein Stellvertreter in der Royal Academy amtierte J. M. W. Turner. Shee starb am 13. August 1850 in Brighton.

## Eigene Werke
- Elements of art, a poem; in six cantos, 1809. (engl.)
- Rhymes on Art; Or, The Remonstrance of a Painter: in Two Parts, 1809. (engl.)
- The Commemoration of Reynolds: In Two Parts, 1814. (engl.)
- Oldcourt: Volume 1, Volume 2, Volume 3, London : H. Colburn, 1829. (engl.)
- Alasco: A Tragedy, in Five Acts, Sherwood, Jones, and Co., 1824 (engl.)